# Демьянов (село)
Демья́нов (укр. Дем'янів) — село в Бурштынской городской общине Ивано-Франковского района Ивано-Франковской области Украины.
Население по переписи 2001 года составляло 1699 человек. Занимает площадь 13,1 км². Почтовый индекс — 77131. Телефонный код — 03431.

## Известные уроженцы
- Владимир Баран (род. 9 августа 1927, село Демьянов, в нынешнем Галичском районе, Ивано-Франковской области, Украина) — советский и украинский историк и археолог, член-корреспондент НАН Украины.